# Numerus fixus
Een numerus fixus (Latijn: vastgesteld aantal) is de beperkte toelating van studenten tot een opleiding op basis van de verwachte maatschappelijke behoefte aan afgestudeerden in het betreffende vak. Bij een numerus clausus is de capaciteit van de opleiding de beperkende factor. Soms speelt ook een protectionistische reflex waarbij een beroepsgroep de instroom van nieuwe mensen (concurrenten) probeert in te perken. Het is daarom niet altijd duidelijk wat de werkelijke reden voor de instelling van een numerus fixus is.
De studenten kunnen op verschillende manieren worden geselecteerd, zoals op basis van een toelatingsexamen of de eindexamencijfers, of een (gewogen) loting.

## Nederland
Het systeem van numerus fixus wordt in Nederland gebruikt. Het kan zich in twee gevallen voordoen:
- Er zijn landelijk meer aanmeldingen voor een opleiding dan er plaatsen beschikbaar zijn: een opleidingsfixus.
- Er zijn meer aanmeldingen voor een opleiding bij één bepaalde instelling dan er plaatsen op die bepaalde instelling beschikbaar zijn, een instellingsfixus. In dit geval kunnen alle studenten de gewenste opleiding volgen, maar niet altijd aan de instelling van hun eerste keuze.

In Nederland is vooral de studie geneeskunde berucht om haar numerus fixus. De oorsprong hiervan ligt in de jaren 1960, toen de bestaande universiteiten de toestroom van nieuwe studenten geneeskunde niet meer aankonden. Tussen 1975 en 1999 werd een gewogen lotingssysteem gehanteerd voor de universitaire studies geneeskunde, tandheelkunde en diergeneeskunde: kandidaten werden na een centrale aanmelding ingedeeld in vijf lotingsklassen, afhankelijk van hun gemiddelde eindexamencijfer, en kregen een lotnummer toegewezen. Het lotnummer en de lotingsklasse bepaalden samen de kans om ingeloot te worden. In 1999 werd het systeem van decentrale selectie ingevoerd, hoewel de gewogen loting nog tot 2011 bleef bestaan en goed was voor de toewijzing van ten minste de helft van alle opleidingsplaatsen. Ook werden vanaf 1999 kandidaten die gemiddeld een acht of hoger op hun eindexamen haalden centraal ingeloot (de zogenaamde 8-plusplaatsen). De centrale loting werd met ingang van het studiejaar 2017/2018 afgeschaft, zodat vanaf dat moment alle opleidingsplaatsen middels decentrale selectie worden toegewezen. Door de jarenlange beperking heeft Nederland een groot tekort aan artsen.
Ook de studie bedrijfskunde heeft op enkele universiteiten een tijd lang een numerus fixus gekend. Ook komt in het Hoger beroepsonderwijs de numerus fixus voor. Inzet van een numerus fixus was in de praktijk lang beperkt tot bedrijfskundige opleidingen, de geesteswetenschappen en geneeskunde. Bij technische opleidingen werd geen numerus fixus toegepast. Sinds 2011 past ook de TU Delft een numerus fixus toe bij een beperkt aantal bacheloropleidingen om de kwaliteit van het onderwijs te kunnen blijven garanderen.

## België
In Vlaanderen evolueert men van een numerus clausus naar een numerus fixus. Het Grondwettelijk Hof heeft zich over de afhankelijkheid van de bekwaamheid van de student voor de toegang tot hoger onderwijs uitgesproken. Het Hof oordeelde dat er geen schending was van de Grondwet, het Eerste protocol bij het EVRM of het IVESCR, voor zover het gelijkheidsbeginsel niet geschonden wordt.
Bij de studie geneeskunde bestond 25 jaar lang een scheve verhouding, doordat Vlaanderen een numerus fixus hanteerde en Wallonië niet. Op 29 april 2022 bereikte minister Frank Vandenbroucke een akkoord met de Franstalige Gemeenschap, die vanaf 2023 de toelatingscijfers van een federale planningscommissie zal accepteren. In de jaarlijkse getallen zal ook de scheefgroei uit het verleden worden verdisconteerd.